# 末永遙
末永 遙（英語：Haruka Suenaga，1986年7月22日—），日本女性時裝模特兒、演員、心理師。出身自日本神奈川縣藤澤市，現隸屬 JVC-Entertainment（页面存档备份，存于） 公司。

## 簡歷
末永遙在五歲的時候就已經加入藝能界，經常為童裝雜誌擔任模特兒，亦曾接拍不少廣告。1994年參與日本放送協會的小說連續電視劇《Karin》，正式開始從事演藝工作。在1996年為大正製藥拍攝廣告以美少女的形象受到大眾的注意。漸漸長大後開始為少女時裝雜誌擔任時裝模特兒，另一方面亦推出少女偶像寫真集，成為日本少女系偶像的代表人物。由於末永遙給人一種整潔的感覺，所以她亦數次成為了日本消防廳、防衛廳的形象大使。
2001年拍攝朝日電視台劇集《冰點2001》，飾演「陽子」的未永遙演技受到好評。現在以演員的身份為事業中心，活躍於藝壇當中。2006年，接拍特攝作品《轟轟戰隊冒險者》，飾演冒險桃・西堀櫻，人氣急升，也是歷代超級戰隊系列演員中，第十位童星出道的藝人。
2014年2月22日，與奧運五段柔道選手泉浩結婚，已於同月4日宣布此消息。2016年7月定居青森縣。2017年9月11日宣布懷第一胎，同年12月3日產下一子。2022年7月19日宣布懷第二胎，同年11月11日產下一女。

## 演出作品

### 電影
- REX 恐龍物語（1993年，角川書店）
- 給母親的日本最短的信（1995年，東映）- 飾演 前原真紀
- KOKKURI（1997年，日活）- 飾演 麻子（少年時代）
- 大逃殺2（2003年，東映）- 飾演 久瀨遙
- 八月的佳音（2003年，Gaga Communication）- 飾演 Mareni
- day alone～マノーラと姫ちゃん～（2005年，AVEX）- 飾演 龍居優香
- 轟轟戰隊冒險者 THE MOVIE 最強的秘寶（2006年，東映）- 飾演 西堀櫻·冒險粉紅
- 轟轟戰隊冒險者VS超級戰隊（2007年，東映）- 飾演 西堀櫻·冒險粉紅
- 獸拳戰隊激氣連者VS冒險者 （2008年，東映）- 飾演 西堀櫻·冒險粉紅

### 電視劇
- Karin（1994年，日本放送協會）- 飾演 小森晶江
- HOTEL（1995年，東京放送）
- Help！（1995年，富士電視台）
- 去吧，料理人豪太（1995年，關西電視台）
- みにくいアヒルの子（1996年，富士電視台）- 飾演 鈴本梨花
- DOG（1996年，富士電視台）
- 天才てれびくん妖怪すくらんぶる10（1997年，日本放送協會）
- はみだし刑事情熱系　第二季話（1997年，朝日電視台）
- ShinD『TOO YOUNG！』（1997年，日本電視台）
- はぐれ刑事純情派　第十一季（1998年，朝日電視台）
- 女浮氣調查員 暮林陽子（1998年，富士電視台）- 飾演 暮林カオル
- 史上最惡的約會（2001年4月1日，日本電視台）
- ムコ殿（2001年4月26日）- 飾演 幸子
- 冰點2001（2001年，朝日電視台）- 飾演 辻口陽子
- 溫かなお皿（2001年12月25日，富士電視台）- 飾演 藤島秋美
- 人にやさしく（2002年2月4日，富士電視台）
- ムコ殿2003（2003年，富士電視台）- 飾演 石原晶
- VICTORY！ ～フットガールズの青春～（2003年11月22日，富士電視台）- 飾演 瀧澤智惠美
- ぶどうの木（2003年11月7日，富士電視台）- 飾演 永井幸
- ほんとにあった怖い話「真夜中の珍客」（2004年3月，富士電視台）- 飾演 遠藤貴子
- がんばらないII（2004年9月15日，東京放送）- 飾演 鶴見繪理
- めだか（2004年，富士電視台）- 飾演 清水麻由美
- 新・京都迷宮案內　第二季（2004年，朝日電視台）- 飾演 田島綠
- 大奧 第一章 及 SP（2004年、2005年4月，富士電視台）- 飾演 阿里佐
- 世界奇妙物語05'春季特別篇 「密告網絡」（2005年，富士電視台）- 飾演 中西真里
- 名奉行！大岡越前（2005年，朝日電視台）- 飾演 小夜
- はぐれ刑事純情派ファイナル（2005年，朝日電視台）- 飾演 河口響子
- 刑事部屋～六本木おかしな捜査班～（2005年，朝日電視台）- 飾演 宮原聰子
- 8・12日航機墜落 20年目の誓い～天国にいるわが子へ～（2005年，富士電視台）- 飾演 澤口真美
- 鐵道警察官『走る搜查線』（2005年，東京電視台）- 飾演 由香
- 富士電視台少年劇本大賞 unplugged（2005年，富士電視台）- 飾演 長谷川瑞希
- 轟轟戰隊冒險者（2006年2月-2007年2月，朝日電視台）- 飾演 西堀櫻·冒險粉紅
- Life（2007年6月-9月，富士電視台）- 飾演 岩本みどり[6]
- 少年刑警（2008年7月8日-8月16日，富士電視台）-飾演 町田リカ
- 魔女裁判（2009年4月25日-7月11日，富士电视台）-飾演 奥寺梨華
- 少年刑警SP 史上最大の危机スペシャル（2009年5月9日，富士電視台）-飾演 町田リカ
- 假面騎士Drive 第14-15話（2015年1月18-25日，朝日電視台）- 飾演 七尾莉蘿

### 電視節目
- めちゃイケ内ノンストップママ（飾演Masaru的女朋友）
- おはスタ（1998年－2000年，東京電視台）負責星期一的節目
- 噂のCMガール2001（2001年，東京放送）
- デジスタ・ビギナーズ（2003年，日本放送協會）
- 特選Gurume ＆ 假面騎士kabuto電影攻略レシピ（2006年7月29日，朝日電視台）
- やぐちひとり（2006年8月8日，朝日電視台）
- 由一開始就住～省略前段、移居了～（2016年7月17日，朝日電視台）
- 運命的一推 可否在此處蓋印章嗎？（2018年9月19日，朝日電視台）

### 廣告
- 國際信用卡「VISA」
- 「うりあぱ.com」
- 「家探し.jp」
- 「コミックバスター」
- 大日本除蟲菊·金鳥
- 日本電氣
- 東京電力
- Nomura玩具產品·灰姑娘寶石
- HOUSE食品·佛蒙特咖哩
- 大正製藥
- 小學館·皮卡丘冬休通告
- Bourbon公司·布甸食品
- 江崎固力果
- IDO
- NTTドコモ東海
- 防衛廳募集自衛官宣傳片段
- 警視廳「萬引防止對策街頭宣傳」
- 雀巢公司·雀巢咖啡（旁白）

### 形象大使
- 消防廳「2000年度火災預防海報」、「2002年春天火災預防海報」
- 國稅廳「2001年納稅週」
- 防衛廳「2002年度海報、年曆」、「2003年度海報、年曆」
- 財務省「2001年地震保險」
- 警察廳「2002年度用警察官採用試驗統一海報」
- 日本紅十字會「捐血計劃」

## 推出產品

### 寫真集
| 名稱                                | 日期       | 出版商     | ISBN            |
| キラリ11歳 末永遥・児玉真菜・倉本薫 | 1998年6月  | 辰巳出版   | ISBN 488641317X |
| Baaaaan！！                         | 2000年7月  | WANI BOOK  | ISBN 4847025741 |
| はるかーど                          | 2000年11月 | WANI BOOK  | ISBN 4847025881 |
| 3                                   | 2001年4月  | 講談社     | ISBN 4063301214 |
| 18 eighteen                         | 2005年4月  | 近代映畫社 | ISBN 4764820315 |

### 形象影片
- BEACH（2000年，波麗佳音）
- H・A・R・U・K・A 100%（2002年，日本環球唱片）

## 外部連結
- 末永遙的Instagram帳戶
- 末永遙個人部落格（页面存档备份，存于）
- 末永遙官方網頁（页面存档备份，存于）

| 前任： 別府步美 （魔法戰隊魔法連者） | 日本超級戰隊系列桃色戰士演員 轟轟戰隊冒險者 2006年2月19日-2007年2月11日 | 繼任： 高梨臨 （侍戰隊真劍者） |